# Nitinho Vitale
Josenito Vitale de Jesus, mais conhecido como Nitinho Vitale (Aracaju, 31 de maio de 1966) é um político brasileiro, filiado ao Partido Social Democrático (PSD).

## Biografia
Começou sua carreira política candidatando-se à vereador de Aracaju em 2000, porém não foi eleito.
Foi candidato à deputado estadual em 2002, terminando como suplente.
Em 2004 foi candidato a Vereador de Aracaju, pelo PRONA, onde acabou eleito, sendo reeleito para o mesmo mandato de Vereador de Aracaju em 2008, 2012, 2016 e 2020.
Foi candidato à Deputado Estadual em 2010 e 2014, onde terminou como suplente da chapa, em ambas eleições.
Ficou como suplente de Deputado Federal da chapa do PSD em 2022, assumindo mandato em 2024, com a posse de Fábio Reis, como Secretário de Estado.
Em 2024 foi candidato a Vereador de Aracaju, sendo eleito para o 7º mandato pelo PSD.